# 科珀羅波利斯 (加利福尼亞州)
科珀羅波利斯（英語：Copperopolis）是位於美國加利福尼亞州卡拉韋拉斯縣的一個人口普查指定地區。

## 地理
科珀羅波利斯的座標為38°58′52″N 120°38′31″W / 38.98111°N 120.64194°W，而該地最高點為海拔高度304米（即997英尺）。

## 人口
根據2010年美國人口普查的數據，科珀羅波利斯的面積為55.510平方千米，當中陸地面積為53.844平方千米，而水域面積為1.666平方千米。當地共有人口3671人，而人口密度為每平方千米66人。